# DEFA

Logo

Die Deutsche Film AG, kurz DEFA, war die größte Filmgesellschaft der DDR (neben dem Deutschen Fernsehfunk). Sie bestand von 1946 bis 1992 in Potsdam-Babelsberg mit Nebenstellen in Berlin. 

## Aufgaben
Die DEFA sollte laut dem Anliegen ihrer Gründer „helfen, in Deutschland die Demokratie zu restaurieren, die deutschen Köpfe vom Faschismus zu befreien und auch zu sozialistischen Bürgern erziehen“. Im Gefolge der Entnazifizierung in der Sowjetischen Besatzungszone (SBZ) und der DDR sollten auch die Filmindustrie und das Kulturleben von „reaktionären Elementen und von undemokratischer antihumanistischer nationalsozialistischer Ideologie und deren Protagonisten befreit werden“.
Das Hauptthema und Leitbild der SED und der DEFA-Filme waren zu Beginn der Antifaschismus sowie der sozialistische Realismus. Denkweisen und Darstellungen von Nihilismus, Dekadenz, Formalismus, Spießertum und „bürgerlichen Verhaltensweisen“ sollten im Filmschaffen kritisiert beziehungsweise vermieden und durch sozialistische Ideale ersetzt werden. So entstanden vor allem Filme in der Tradition der Arbeiterklasse und Antikriegsfilme, welche die nationalsozialistische Ideologie entlarven sollten. Die Filme sollten demgegenüber die sozialistischen, humanistischen und kommunistischen Werte sowie die Liebe zur DDR widerspiegeln.

## Geschichte

### Gründung
Nach dem Ende des Zweiten Weltkrieges begann die sowjetische Besatzungsmacht, die Filmindustrie im Osten Deutschlands schnell wieder einsatzfähig zu machen. Das Medium Film sollte nicht zuletzt als Propagandamittel genutzt werden. So erteilte bereits am 28. April 1945 der sowjetische Stadtkommandant von Berlin, Generaloberst Nikolai Bersarin, die Erlaubnis zur Eröffnung von Theatern und Lichtspielstätten in Berlin. Der sowjetische Filmverleih Sojusintorgkino (russ. Союзинторгкино) vergab am 6. Juni 1945 den Auftrag, den Film Iwan Grosny (russ. Иван Грозный, dt. Iwan der Schreckliche) von Sergei Eisenstein zu synchronisieren; die deutsche Textfassung und Regie übernahm Wolfgang Staudte. Die Aktiengesellschaft für Filmfabrikation (Afifa) in Berlin-Köpenick stellte am 14. Juni 1945 unter sowjetischer Leitung 1000 Farbkopien vom Originalnegativ des sowjetischen Märchenfilms Die steinerne Blume her. Sojusintorgkino übernahm am 4. Juli 1945 alle zum früheren UFA-Besitz gehörenden Kinos und ermöglichte deren Wiederinbetriebnahme. Im Anschluss reorganisierte die SMAD die gesamte Filmproduktion in der SBZ.
Am 25. August 1945 nahm die Zentralverwaltung für Volksbildung unter ihrem Präsidenten Paul Wandel als beratende Körperschaft der SMAD die Arbeit auf. Abteilungsleiter für Kunst und Literatur (und Film) wurde Herbert Volkmann. Bei ihm meldeten sich der Kameramann Werner Krien, die Filmszenenbildner Carl Haacker und Willy Schiller, der Chemiker und Filmtechniker Kurt Maetzig, der Schauspieler und Produktionsleiter Adolf Fischer, der Kaufmann, Elektrotechniker und Beleuchter Alfred Lindemann und der Schauspieler Hans Klering, um bei dem Aufbau einer neuen Filmproduktion mitzuarbeiten, und bildeten (bis auf Werner Krien) das sogenannte Filmaktiv. Sie gelten als die Gründungsväter der DEFA.
Um vollen Einfluss auf die Produktion von Filmen zu haben, beschlagnahmte der Chef der SMAD am 30. Oktober 1945 mit Befehl Nr. 124 alle dem Deutschen Reich auf dem Gebiet der SBZ gehörenden Vermögenswerte der Filmproduktion. Dabei wurden die Filmbetriebe UFA, Tobis, Tesch und Afifa namentlich als unter diesen Befehl fallend erklärt. Diese Firmen wurden zur Sojusintorgkino in Deutschland zusammengefasst, durch von der SMAD eingesetzte Treuhänder verwaltet und durften nur Aufträge von Einrichtungen entgegennehmen, die eine Lizenz der SMAD besaßen.
Am 22. November 1945 fand in einem unzerstörten Seitenflügel des Berliner Hotels Adlon die erste Beratung von Kulturfunktionären, Filmschaffenden und Schriftstellern über den Aufbau einer neuen Filmproduktion in der SBZ statt. Unter der Leitung von Paul Wandel trafen sich die Mitglieder des Filmaktivs sowie unter anderen Boleslaw Barlog, Hans Deppe, Hans Fallada, Werner Hochbaum, Gerhard Lamprecht, Herbert Maisch, Peter Pewas, Wolfgang Staudte, Günther Weisenborn, Friedrich Wolf und Marion Keller. Der ehemalige Patent- und Staatsanwalt Albert Wilkening übernahm auf Befehl des sowjetischen Stadtbezirkskommandanten von Berlin-Treptow am 28. November 1945 die kommissarische Leitung der Tobis Filmkunst AG. Im Januar 1946 wurde das Filmaktiv offiziell nach bürgerlichem Recht als in die Zentralverwaltung für Volksbildung eingegliederte Gesellschaft eingetragen und nahm seinen Sitz in Berlin am Dönhoffplatz in den ehemaligen Verwaltungsräumen der UFA, Krausenstraße 38/39. Leiter und Produktionschef wurde Alfred Lindemann, Erster Stellvertreter und verantwortlich für Wirtschaft und Verwaltung war Karl Hans Bergmann, Kurt Maetzig war verantwortlich für die Wochenschau, Willy Schiller für technische Fragen und Hans Klering war Verbindungsmann zu den sowjetischen Besatzungsdienststellen. Der Abteilungsleiter für Kunst und Literatur (und Film) in der Zentralverwaltung für Volksbildung Herbert Volkmann war für die politische und künstlerische Arbeit zuständig. Aufgabe des Filmaktivs war es, „eine deutsche Filmindustrie im Bereich der SBZ ins Leben zu rufen“. Am 19. Februar 1946 kam als neue Wochenschau Der Augenzeuge erstmals in die Kinos.

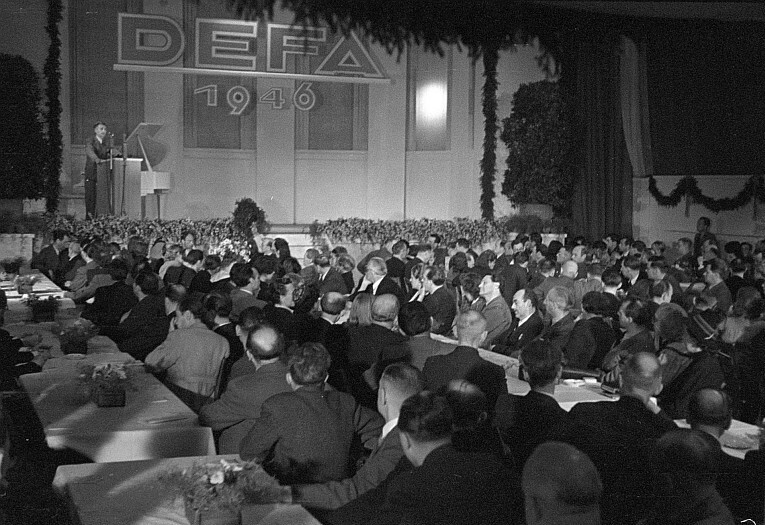
Eröffnungsfeier der DEFA am 17. Mai 1946

Am 17. Mai 1946 wurde in Potsdam-Babelsberg auf dem Gelände der Althoff-Ateliers die Deutsche Film-AG (DEFA) i. Gr. gegründet. Der Vorschlag zur Kurzform DEFA stammte von Adolf Fischer, das Logo wurde von Hans Klering entworfen. Der Leiter der Propagandaverwaltung der SMAD, Oberst Sergei Tjulpanow, überreichte die Lizenz für die „Herstellung von Filmen aller Kategorien“ (nicht für deren Vertrieb). Lizenzträger waren Hans Klering, Alfred Lindemann, Kurt Maetzig, Willy Schiller und Karl Hans Bergmann. Anwesend war auch der Leiter der Abteilung Kultur der Propagandaverwaltung der SMAD Major Alexander Dymschitz.

### Anfänge
Die Gründung der DEFA erfolgte am 17. Mai 1946. Am 13. August 1946 erfolgte die Eintragung der Deutschen Film GmbH, mit Sitz in Berlin SW 68, Krausenstraße 38/39, ins Handelsregister in Berlin-Mitte. Gesellschafter waren Alfred Lindemann, Karl Hans Bergmann und Herbert Volkmann. Das Stammkapital belief sich auf 20.000 Reichsmark (RM). Lindemann und Bergmann wurden zum Geschäftsführer, Klering zum Prokuristen berufen. Der juristische Sitz des Unternehmens wurde am 14. Juni 1947 von Berlin nach Potsdam verlegt. Die vier Filmateliers der Tobis Filmkunst GmbH/Tobis Syndikat GmbH in Berlin-Johannisthal bildeten jedoch weiterhin die Produktionsbasis der DEFA.
1947 weiteten die sowjetischen Behörden ihren Einfluss weiter aus. Der Befehl Nr. 174 der SMAD vom 23. Oktober verpflichtete die brandenburgische Landesregierung zur Übergabe des ehemaligen UFA-Geländes in Potsdam-Babelsberg „zwecks Befriedigung der Reparationsansprüche der UdSSR aus deutschem Besitz“ an die Sowjetunion. Der DEFA stand das Gelände damit nicht mehr zur Verfügung. Die Kontrolle über das Filmgelände übte das sowjetische Technische Büro für Kinematografie aus, eine Einrichtung beim Rat der Volkskommissare der UdSSR. Auch die sowjetische Aktiengesellschaft Linsa, zu deren Kompetenzbereich alle Filmunternehmen, einschließlich Verleih, Kopierwerke und Spielstätten, in den von der Sowjetunion besetzten Gebieten gehörten, nahm ihren Sitz in Potsdam-Babelsberg. Linsa unterstand der Leitung der Sowjetischen Aktiengesellschaften (SAG) in Berlin-Weißensee.
Die Deutsche Film GmbH wurde am 11. November 1947 in eine sowjetisch-deutsche Aktiengesellschaft umgewandelt, wobei das Firmenzeichen DEFA erhalten blieb. Das Stammkapital der GmbH wurde vom SED-Parteibetrieb VOB Zentrag übernommen, von 20.000 auf 10.000.000 RM erhöht und gehörte zu 45 % der deutschen und zu 55 % der sowjetischen Seite. Der Vorstand der gemeinsamen Gesellschaft wurde aus den ehemaligen Gesellschaftern der Deutschen Film GmbH, Herbert Volkmann, Alfred Lindemann und Karl Hans Bergmann, und auf sowjetischer Seite aus Alexander Wolkenstein, dem Generaldirektor von Sojusintorgkino/Sovexportfilm sowie dem Filmregisseur Ilja Trauberg gebildet. Der aus neun Mitgliedern bestehende Aufsichtsrat wurde entsprechend dem Verhältnis der Aktienanteile besetzt. Am selben Tag sicherte sich die SED umfassenden Einfluss auf die ostdeutsche Filmproduktion: Beim Zentralsekretariat der SED wurde eine Filmkommission (später DEFA-Kommission) gebildet. Ihr gehörten unter anderem Anton Ackermann, Otto Meier, Erich Gniffke, Paul Wandel und Gustav von Wangenheim an. Der DEFA-Kommission mussten die Produktionsplanung der DEFA sowie Rohschnitt und Endfassung aller Filme zur Genehmigung vorgelegt werden. Im Sonderabkommen zum Gründungsvertrag wurde festgeschrieben, dass „die Personalpolitik der DEFA […] in Übereinstimmung mit der zuständigen Abteilung beim Zentralvorstand der SED durchgeführt“ wird. Die Aktionäre der DEFA hatten sich zu verpflichten, ihre Gesellschafterfunktion „unwiderruflich“ lediglich als Treuhänder der SED auszuüben und sich „im Rahmen des Gesellschaftsvertrages an deren Weisungen widerspruchslos zu halten“. Alle Fragen grundsätzlicher Bedeutung wurden von der SED als Treugeberin mitentschieden. Albert Wilkening wurde als ständiger Vertreter von Alexander Wolkenstein Technischer Direktor der DEFA.
Nachfolger Bergmanns im DEFA-Vorstand wurde Günter Matern. Bergmann arbeitete zunächst als Leiter der Abteilung für Presse und Information; ab dem 1. Dezember 1948 leitete er den am 9. Juli 1947 gegründeten Deutschen Filmverlag, in dem die Zeitschriften Neue Filmwelt und Bild und Ton herausgegeben wurden. Der Deutsche Filmverlag ging 1952 im Henschel Verlag auf.
Am 24. März 1948 wies das Zentralsekretariat der SED den DEFA-Vorstand an, DEFA-Generaldirektor Lindemann wegen angeblicher Finanzmanipulationen mit sofortiger Wirkung zu entlassen. Dieser legte daraufhin seine Funktion als geschäftsführendes Vorstandsmitglied nieder. Seine Funktion als Produktionschef übernahm Albert Wilkening. Nachfolger Lindemanns im DEFA-Vorstand wurde Rudolf Engel, der bislang Präsident der Zentralverwaltung für Umsiedler war. Schon am 1. Juni wurde Engel Vizepräsident der Zentralverwaltung für Volksbildung und gab sein Amt als Vorstandsmitglied der DEFA ab. Zugleich wurde Walter Janka, der bis dahin im Zentralsekretariat der SED arbeitete, Mitglied des DEFA-Vorstandes. Am 6. Oktober beschloss das Zentralsekretariat der SED, die DEFA-Gesellschafter Volkmann, Lindemann und Maetzig abzuberufen und die SED-Funktionäre Grete Keilson, Alexander Lösche und Wilhelm Meißner als neue Aktionäre einzusetzen.
Nach der Rückgabe der Verleihrechte für eigene Filme an die DEFA durch Sovexportfilm wurde am 1. November 1948 der DEFA-Filmverleih gegründet.
Am 3. Dezember 1948 wurde die DEFA, die bereits über mehr als 2000 feste Mitarbeiter verfügte, als gemeinsame deutsch-sowjetische Aktiengesellschaft ins Handelsregister eingetragen.
Der sowjetische Regisseur Alexander N. Andrijewski übernahm am 1. Februar 1949 den Posten des am 18. Dezember 1948 verstorbenen Ilja Trauberg als Leiter des DEFA-Vorstandes. Am 19. April wurde Falk Harnack, Regisseur am Deutschen Theater, Nachfolger von Maetzig als künstlerischer Direktor des DEFA-Studios für Spielfilme, nachdem dieser um seine Abberufung gebeten hatte. Lösche wurde am 15. Juni Nachfolger von Günter Matern als Leiter und Prokurist des DEFA-Filmvertriebs. Am 1. Juli wurde Sepp Schwab Stellvertreter des Leiters des DEFA-Vorstandes Alexander N. Andrijewski. Die Betriebszeitung DEFA-Blende erschien ab dem 1. Oktober.

### Strukturveränderung nach Gründung der DDR
Nach Gründung der Deutschen Demokratischen Republik (DDR) am 7. Oktober 1949 ging die DEFA nach und nach in deutsche Hände über. Im Juli 1950 übereignete die sowjetische Regierung alle Filmateliers, Werkstätten und Tonstudios an die Regierung der DDR. Als noch immer privatrechtliche Handelsgesellschaft unterstand die DEFA anfänglich noch dem Ministerium für Leichtindustrie. Am 1. August 1950 wurde der Progress Film-Verleih gegründet und mit der Auswertung der DEFA-Filme betraut. Er verwertet die Weltrechte des kulturellen Filmerbes der DEFA. Am V. Internationalen Filmfestival in Karlovy Vary (15. bis 30. Juli 1952) nahm zum ersten Mal eine Delegation aus der DDR, unter Leitung von Schwab und Harnack, teil.
Im Oktober 1952 wurde die DEFA grundlegend reorganisiert. Die „DEFA, Deutsche Filmgesellschaft mit beschränkter Haftung“, wurde mit Wirkung vom 31. Dezember 1952 aufgelöst. Mit Wirkung vom 1. Januar 1953 wurden mit Sitz in Potsdam-Babelsberg das DEFA-Studio für Spielfilme, das DEFA-Studio für Kinderfilme und das DEFA-Studio für populärwissenschaftliche Filme, mit Sitz in Berlin das DEFA-Studio für Wochenschau und Dokumentarfilme, mit Sitz in Berlin-Johannisthal das DEFA-Studio für Synchronisation, das DEFA-Kopierwerk in Berlin-Köpenick und der DEFA-Filmübernahme- und Außenhandelsbetrieb in Berlin errichtet. Als volkseigene Betriebe unterstanden sie unmittelbar dem Staatlichen Komitee für Filmwesen. Die Schlussbilanz der DEFA GmbH war vom Revisionsorgan des Staatlichen Komitees für Filmwesen zu bestätigen, die Liquidation der GmbH fand nicht statt. „Den zu bildenden volkseigenen Betrieben wird das Vermögen der DEFA als Eigentum des Volkes in Rechtsträgerschaft übergeben.“
Das DEFA-Studio für Spielfilme in Potsdam-Babelsberg erhielt neben den historischen Gebäuden mit ihren traditionsreichen Ateliers aus den 1910er–40er Jahren, in denen Ufa-Klassiker wie Fritz Langs Metropolis und Frau im Mond sowie Der blaue Engel mit Emil Jannings und Marlene Dietrich oder Die Feuerzangenbowle mit Heinz Rühmann entstanden sind, zusätzlich neue Ateliers, die auf dem damaligen höchsten Stand der Technik waren. Die ehemaligen Ufa-Studios in Berlin-Johannisthal, in denen in den 1920er Jahren Filme wie Dr. Mabuse, der Spieler oder Nosferatu – Eine Symphonie des Grauens produziert worden sind, wurden ebenfalls weiter genutzt. Ab dem 7. Januar 1954 wurde das DEFA-Studio für Spielfilme dem neu geschaffenen Ministerium für Kultur zugeordnet. Dessen Hauptverwaltung Film kontrollierte die Spielpläne, Produktionsplanung und Zulassung. 1955 kam das DEFA-Studio für Trickfilme in Dresden-Gorbitz hinzu. Seine Produktion ist im Deutschen Institut für Animationsfilm e. V. archiviert. Ein selbständiges DEFA-Studio für Kinderfilme kam nicht zustande, stattdessen wurde eine Produktionsgruppe für Kinderfilme innerhalb des DEFA-Studios für Spielfilme geschaffen.
Innerhalb der DEFA existierten mehrere „künstlerische Arbeitsgruppen“, und zwar „Roter Kreis“ (ab 1959, Leitung: Kurt Maetzig), „Heinrich Greif“ (Leitung: Konrad Wolf), „Solidarität“ (Leitung: Adolf Fischer), „Berlin“ (Leitung: Slatan Dudow), „Gruppe 60“ (Leitung: Alexander Löscher), „Konkret“ (ab 1961, Leitung: Anni von Ziethen), „Stacheltier“ (Leitung: Rudi Hannemann), „Gass“ (ab 1961, später umbenannt in „Effekt“, Leitung: Karl Gass), „Babelsberg“ (Leitung: Dieter Wolf), „Johannisthal“ und „defa futurum“ (1971–1981, Leitung: Joachim Hellwig).

### Verkauf der DEFA nach dem Ende der DDR
Am 1. Juli 1990 erfolgt die Umwandlung des VEB DEFA-Studio für Spielfilme in DEFA-Studio Babelsberg GmbH (i. Gr.) und die Eintragung ins Handelsregister am 13. August 1990, HRB 400. wie auch die Umwandlung des VEB DEFA-Studio für Dokumentarfilme in DEFA-Studio für Dokumentarfilme GmbH (i. Gr.) mit Eintragung ins Handelsregister am 4. September 1990.
Seit 1990 verwertet Progress Film-Verleih als GmbH die DEFA-Produktionen. Nach dem Nachlassen der Filmproduktion und mehreren fruchtlosen Konzepten der Treuhandanstalt zur Sanierung und zum Verkauf der DEFA wurde das Filmstudio schließlich 1992 an den französischen Mischkonzern CGE Compagnie Générale des Eaux (Vivendi Universal und Veolia Environnement) bzw. deren Tochterfirma CPI (Compagnie Immobiliére Phénix) für 130 Millionen DM verkauft. Der neue Besitzer strich die Abkürzung „DEFA“ aus dem Firmennamen und das Studio wurde in Studio Babelsberg GmbH umbenannt. Mit dem Autorenfilmer und Oscar-Preisträger Volker Schlöndorff wurde ein international renommierter Filmschaffender als Geschäftsführer präsentiert, der bis 1996 eine der leitenden Persönlichkeiten in Babelsberg blieb. Seit 2004 ist das Filmstudio als Studio Babelsberg AG national und international tätig, sowohl als Produktionsdienstleister, als auch als Produzent oder Koproduzent. Es entstehen heutzutage in Babelsberg internationale Blockbuster wie Inglourious Basterds, Der Pianist und Grand Budapest Hotel oder deutsche Kinofilme wie Sonnenallee, Jim Knopf und Lukas der Lokomotivführer und Traumfabrik, womit die große Filmtradition an dem Standort fortgeführt wird.

## DEFA-Studios und weitere Produktionsstätten

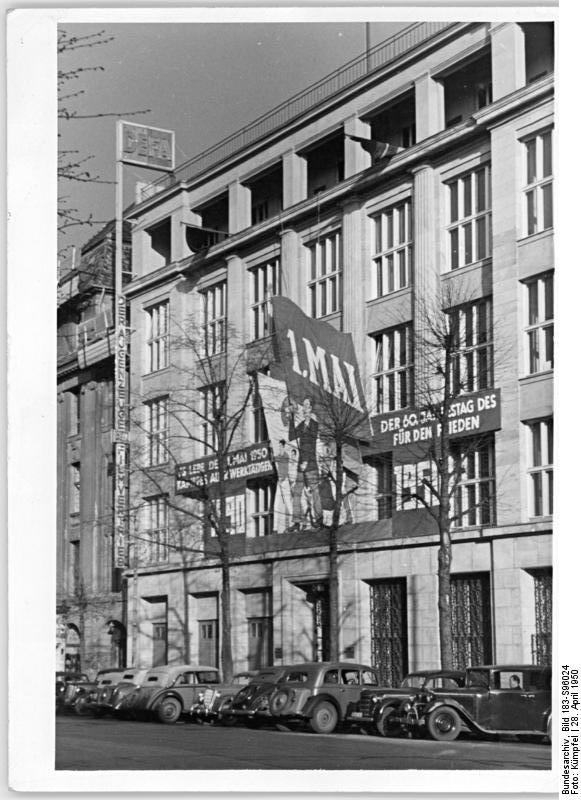
DEFA-Gebäude in Berlin, Jägerstraße 32, 1950

Der Hauptsitz der DEFA war zunächst in Berlin, später  auf dem Studiogelände in Babelsberg.
Es gab verschiedene Studios und weitere Produktionsstätten, mit zahlreichen festangestellten Mitarbeitern
- DEFA-Studio für Spielfilme, mit etwa 700 Spielfilmen und 450 fiktionalen Kurzfilmen
- DEFA-Studio für Dokumentarfilme, mit etwa 2000 Dokumentarfilmen, meist Kurzfilme, und etwa 2500 Beiträge für Wochenschauen (Der Augenzeuge), sowie etwa weiteren 5500 Kurtdokumentationen
- DEFA-Studio für Trickfilme, mit etwa 950 Animationsfilmen
- DEFA-Studio für Synchronisation, mit etwa 6.700 Synchronisationen von fremdsprachigen Filmen

- DEFA-Zentralstelle für Filmtechnik
- VEB Kinotechnik[12]
- VEB DEFA-Kopierwerke in Berlin-Johannisthal, seit 1953.[13]
- VEB Gerätewerk Friedrichshagen, zeitweise

## Persönlichkeiten
DEFA-Generaldirektoren
- 1952–1956 Hans Rodenberg (Hauptdirektor DEFA Studio für Spielfilme)
- 1956–1961 Albert Wilkening
- 1961–1966 Joachim Mückenberger
- 1966–1973 Franz Bruk
- 1973–1976 Albert Wilkening
- 1976–09/1989 Hans Dieter Mäde
- 09/1989–1992 Gert Golde

## Filmerbe
Ende 1998 wurden der neu gegründeten, gemeinnützigen DEFA-Stiftung die Rechte am DEFA-Filmstock übertragen. Ziel der Stiftung ist es, diesen zu erhalten und für die Öffentlichkeit nutzbar zu machen sowie die deutsche Filmkultur zu fördern. Die weltweiten und exklusiven Auswertungsrechte (Verleih) liegen weiterhin beim Progress Film-Verleih. Progress beauftragte 1998 Icestorm Entertainment mit der Auswertung des DEFA-Filmstocks auf DVD und Video. Das Bundesarchiv-Filmarchiv verwahrt die filmischen Ausgangsmaterialien und sieht sich der dauerhaften Erhaltung des DEFA-Filmstocks verpflichtet.
2019 wurde Progress von LOOKSfilm übernommen. Seit dem 1. April 2019 wird auf der Archivplattform Progress Film das komplette Filmerbe der DDR international zugänglich und lizenzierbar gemacht.